# Gold-Seidenglanzmoos
Das Gold-Seidenglanzmoos (Orthothecium chryseon, auch Orthothecium chryseum) ist eine Laubmoos-Art aus der Familie Plagiotheciaceae.

## Merkmale
Das Moos bildet goldgrüne bis strohfarbene, seidenglänzende und leicht zerfallende Rasen. Die bis 10 Zentimeter großen Pflanzen sind wenig verzweigt und aufsteigend bis aufrecht. Die oval-länglichen und kurz zugespitzten Blätter sind tief längsfaltig. Die Blattränder sind rings umgerollt. Die Rippe fehlt oder ist nur undeutlich kurz und doppelt vorhanden. Die eilängliche Kapsel ist leicht geneigt, entleert gekrümmt und unter der Mündung stark eingeschnürt.
Die Abgrenzung zu anderen Arten der Gattung ist nicht geklärt. Es gibt verschiedene Übergangsformen, die sich nicht eindeutig zuordnen lassen.

## Standortansprüche und Verbreitung
Das Moos wächst auf feuchten Kalk- und kalkhaltigen Silikatfelsen in schattigen, oft nordexponierten Lagen. In den Alpen lebt es in der alpinen bis subnivalen Höhenstufe, ist jedoch selten.
Weltweit werden Vorkommen von Zentral- und Nordeuropa, vom nördlichen Asien und von Nordamerika angegeben.